# Towarzystwo Przyjaciół Nauk w Wilnie
Towarzystwo Przyjaciół Nauk w Wilnie – polskie towarzystwo naukowe ogólne działające w latach 1906–1940 w Wilnie; powstało z inicjatywy Alfonsa Parczewskiego.
Działania Towarzystwa miały na celu rozwój badań regionalnych (badanie dziejów Litwy pod względem historycznym, etnograficznym, przyrodniczym i statystycznym) i ogólnie polskiej nauki, literatury, sztuki na Wileńszczyznie.
Od 1907 r. Towarzystwo wydawało „Rocznik Towarzystwa Przyjaciół Nauk w Wilnie”, od 1923 Wydział III Towarzystwa wydawał „Ateneum Wileńskie”.
Do odzyskania niepodległości, Towarzystwo koncentrowało się na tworzeniu w Wilnie polskiej biblioteki naukowej. Po odzyskaniu niepodległości, w 1919 r. Towarzystwo przyczyniło się do reaktywowania uniwersytetu (Uniwersytet Stefana Batorego), z którym od tej pory ściśle współpracowało.
Po niemiecko-radzieckiej inwazji na Polskę, dla Towarzystwa, podobnie jak dla wielu innych polskich instytucji naukowo-kulturalnych, zaczął się trudny okres. Towarzystwo wegetowało w latach 1939–1940 pod okupacją litewską. W okresie władzy radzieckiej w Wilnie (sierpień 1940 – czerwiec 1941) majątek Towarzystwa został przejęty przez ZSRR. W 1941 po zajęciu Wilna przez wojska niemieckie nastąpiło ostateczne zniszczenie Towarzystwa.
Prezesami Towarzystwa Przyjaciół Nauk w Wilnie w kolejnych latach byli:
- 1907–1916 Jan Kurczewski
- 1916–1927 Władysław Zahorski
- 1927–1933 Alfons Parczewski
- 1933–1938 Marian Zdziechowski
- 1938–1940 Stanisław Kościałkowski (pełniący obowiązki prezesa)

Członkowie i sympatycy: Tadeusz Czeżowski, Stefan Ehrenkreutz, Ludwik Kolankowski, Józef Montwiłł, Henryk Niewodniczański, Eliza Orzeszkowa, Stanisław Pigoń, Maksymilian Rose, Stefan Srebrny, Hadżi Seraja Szapszał, Bronisław Wróblewski, Antoni Zygmunt.